# 白俄羅斯國家馬戲團
白俄羅斯國家馬戲團是白俄羅斯的國家馬戲團。1884年，白俄羅斯有了自己的第一個馬戲團。2008年開始，白俄羅斯國家馬戲團開始修建自己新的表演場地，並在2010年開幕。現在白俄羅斯國家馬戲團的表演場地位於獨立大道上，擁有1667個座位。
53°54′15″N 27°34′04″E / 53.904231°N 27.567743°E